# Hermann Blohm

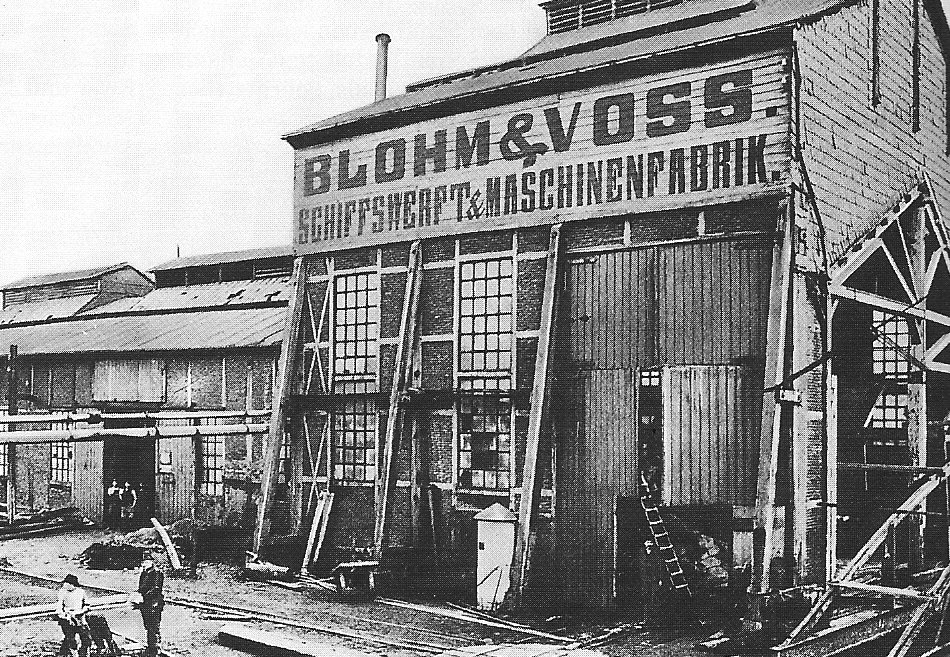
Blohm + Voss, 1877.

Hermann Blohm, född 23 juni 1848 i Lübeck, död 12 mars 1930 i Hamburg, var en tysk ingenjör och företagsledare, grundare av Blohm + Voss.
Hermann Blohm föddes som yngsta son till köpmannen Georg Blohm. Fadern hade skapat en förmögenhet genom handel i Karibien och Venezuela. Tidigt ville Hermann Blohm bygga ångfartyg efter engelsk förebild. Han började som lärling vid Kollmann och Scheteling Maschinenfabrik. Han arbetade sedan vid C. Waltjen & Co. i Bremen. Han studerade vid Polytechnischen Schule Hannover, Eidgenössischen Technischen Hochschule Zürich och Königlich-Preußische Gewerbeinstitut. Han var sedan verksam i England vid olika ingenjörsbyråer och varv. 1876 återvände han till Lübeck för att skapa ett eget varv. Men han fick inga finansiärer och istället flyttade Blohm till Hamburg där han lärde känna Ernst Voss. Hermann Blohm och Ernst Voss grundades tillsammans varvet Blohm + Voss.  
Sonen Walther Blohm tog tillsammans med sin bror Rudolf över ledningen av familjekoncernen Blohm + Voss 1918. 